# Liste der südafrikanischen Botschafter in Israel
Die Botschaft befindet sich in Tel Aviv.
| Ernannt       | Botschafter                     | Bemerkungen                                                                                   | Staatspräsident von Südafrika | Staatspräsident von Israel | Posten verlassen |
| ------------- | ------------------------------- | --------------------------------------------------------------------------------------------- | ----------------------------- | -------------------------- | ---------------- |
| 2. Mai 1972   | Charles Brothers Hilson Fincham | Generalkonsul                                                                                 | Balthazar Johannes Vorster    | Zalman Shazar              | 29. Dez. 1974    |
| 29. Dez. 1974 | Charles Brothers Hilson Fincham | Botschafter, 1961–1964: Generalkonsul in Luanda, ab 1. Februar 1965 Generalkonsul in New York | Balthazar Johannes Vorster    | Ephraim Katzir             | 1978             |
| 1978          | Derek Stuart Franklin           |                                                                                               | Pieter Willem Botha           | Yitzhak Navon              | 4. Juni 1983     |
| 4. Juni 1983  | David de Villiers du Buisson    |                                                                                               | Marais Viljoen                | Chaim Herzog               | 1. Nov. 1987     |
| 1986          | Antonie Eduard Loubser          |                                                                                               | Pieter Willem Botha           | Chaim Herzog               | 1988             |
| 1990          | Johannes Lodewikus Viljoen      | 1. März 1993 bis 1997: Botschafter in Taipeh                                                  | Frederik Willem de Klerk      | Chaim Herzog               | 1991             |
| 1991          | Johan Casper Lotter             | († September 2008) 1990: Botschafter in Helsinki.                                             | Frederik Willem de Klerk      | Chaim Herzog               | Mai 1993         |
| Mai 1993      | Malcolm Ferguson                | Botschafter in Lissabon und Mexiko-Stadt                                                      | Frederik Willem de Klerk      | Ezer Weizman               | Sep. 1996        |
| Sep. 1996     | Frank Land                      |                                                                                               | Nelson Mandela                | Ezer Weizman               |                  |
| 21. März 2002 | Johann Marx                     | 13. Mai 2013: Botschafter in Budapest                                                         | Thabo Mbeki                   | Mosche Katzaw              | März 2004        |
| 2004          | Fumanekile Gqiba                |                                                                                               | Thabo Mbeki                   | Mosche Katzaw              | 2008             |
| 2009          | Ismail Coovadia                 |                                                                                               | Jacob Zuma                    | Shimon Peres               | Jan. 2013        |
| 1. März 2013  | Sisa Ngombane                   | [ 4 ]                                                                                         | Jacob Zuma                    | Shimon Peres               |                  |